# Sobota (album)
Sobota – czwarty solowy album polskiego rapera Soboty, którego premiera odbyła się 6 listopada 2015 roku. Wydawnictwo ukazało się nakładem szczecińskiej wytwórni muzycznej Stoprocent. Za produkcję muzyczną odpowiada Matheo, gościnne wokale dograli Piotr Klatt (Róże Europy), Marcin „Auman” Rdest (Frontside), Lukasyno, Matheo, Rena, Bonson oraz Wini. Materiał był promowany singlami „Hej, jak leci?” i „Bandycki raj” do których powstały teledyski. 
W 2016 roku płyta uzyskała w Polsce status platynowej. 

## Lista utworów
Źródło.
1. „Mówią o mnie”
2. „Czekając na Sobotę” (gości. Rena)
3. „Hej, jak leci?”
4. „Moje ziomki wciąż”
5. „Jedwab” (gości. Piotr Klatt)
6. „Łatwo powiedzieć” (gości. Wini, Rena, Bonson, Matheo)
7. „Gwiazda rocka” (gości. Auman)
8. „Chciałbyś...”
9. „Przepraszam”
10. „Bandycki raj”
11. „Dirty dancing”
12. „Jestem stąd” (gości. Lukasyno)
13. „Ty już nie jesteś sam”
14. „W wielkim skrócie”